# Делож, Анри
Анри Делож (фр. Henri Deloge; 21 ноября 1874, Сен-Манде — 27 декабря 1961, Бур-ла-Рен) — французский легкоатлет, двукратный серебряный призёр летних Олимпийских игр 1900.
На Играх Делож сначала участвовал в соревнованиях по бегу на 800 м. Он выиграл полуфинал, но занял только четвёртое место в итоговой гонке.
В забеге на 1500 м, прошедшем 15 июля, занял второе место, выиграв серебряную медаль.
Последним его забегом была командная гонка на 5000 м. Он стал лучшим из французов, заняв третье место, однако в итоге его сборная проиграла Смешанной команде Великобритании и Австралии, и Делож получил свою вторую серебряную медаль.